# Blaby
Blaby – wieś w Anglii, w hrabstwie Leicestershire, w dystrykcie Blaby. Leży 8 km na południe od miasta Leicester i 138 km na północny zachód od Londynu.